# Campionati mondiali di nuoto in vasca corta 2022 - Staffetta 4x50 metri misti mista
La gara di nuoto della staffetta 4x50 metri misti mista dei Campionati mondiali di nuoto in vasca corta 2022 è stata disputata il 14 dicembre 2022 presso il Melbourne Sports and Aquatic Centre di Melbourne, in Australia.
Vi hanno preso parte 139 atleti da 32 nazioni.

## Podio
| Posizione | Atleti                                                                                     | Squadra     |
| --------- | ------------------------------------------------------------------------------------------ | ----------- |
| Oro       | Ryan Murphy Nic Fink Kate Douglass Torri Huske Shaine Casas Michael Andrew Alexandra Walsh | Stati Uniti |
| Argento   | Lorenzo Mora Nicolò Martinenghi Silvia Di Pietro Costanza Cocconcelli Simone Cerasuolo     | Italia      |
| Bronzo    | Kylie Masse Javier Acevedo Ilya Kharun Maggie Mac Neil Ingrid Wilm Rebecca Smith           | Canada      |

## Programma
| Data             | Ora (UTC+1) | Turno    |
| ---------------- | ----------- | -------- |
| 14 dicembre 2022 | 01:06       | Batterie |
| 14 dicembre 2022 | 09:38       | Finale   |

## Record
Prima della manifestazione il record del mondo e il record dei campionati erano i seguenti.
| Record mondiale       | 1:36.18 | Paesi Bassi | 7 novembre 2021 Kazan', Russia                  |
| Record dei campionati | 1:36.20 | Paesi Bassi | 18 dicembre 2021 Abu Dhabi, Emirati Arabi Uniti |

Durante l'evento sono stati migliorati i seguenti record:
| Data        | Evento | Atleti                                                                         | Nazione     | Tempo   | Record |
| ----------- | ------ | ------------------------------------------------------------------------------ | ----------- | ------- | ------ |
| 14 dicembre | Finale | Ryan Murphy (22.37) Nic Fink (24.96) Kate Douglass (24.09) Torri Huske (23.73) | Stati Uniti | 1:35.15 | ,      |

## Risultati

### Batterie[2]
I primi 8 tempi accedono alla finale.
| Pos | Batt | Corsia | Nazione                       | Atleti | Tempo   | Note |
| --- | ---- | ------ | ----------------------------- | --- | ------- | ---- |
| 1   | 2    | 4      | Stati Uniti                   | Shaine Casas (22.98) Michael Andrew (25.56) Kate Douglass (24.37) Alexandra Walsh (23.92)                                    | 1:36.83 | Q    |
| 2   | 3    | 5      | Germania                      | Ole Braunschweig (23.29) Anna Elendt (29.15) Marius Kusch (21.66) Angelina Köhler (23.80)                                    | 1:37.90 | Q    |
| 3   | 3    | 1      | Gran Bretagna                 | Medi Harris (26.97) Adam Peaty (25.49) Ben Proud (22.42) Anna Hopkin (23.58)                                                 | 1:38.46 | Q    |
| 4   | 4    | 4      | Paesi Bassi                   | Kira Toussaint (26.37) Caspar Corbeau (26.26) Nyls Korstanje (22.13) Valerie van Roon (23.83)                                | 1:38.59 | Q    |
| 5   | 4    | 8      | Giappone                      | Miki Takahashi (26.66) Masaki Niiyama (26.19) Moe Tsuda (24.96) Kosuke Matsui (20.83)                                        | 1:38.64 | Q    |
| 6   | 3    | 4      | Italia                        | Lorenzo Mora (23.17) Simone Cerasuolo (26.46) Silvia Di Pietro (24.99) Costanza Cocconcelli (24.29)                          | 1:38.91 | Q    |
| 7   | 1    | 1      | Cina                          | Wang Gukailai (23.94) Qin Haiyang (25.93) Wang Yichun (25.08) Wu Qingfeng (24.05)                                            | 1:39.00 | Q    |
| 8   | 4    | 7      | Canada                        | Ingrid Wilm (26.25) Javier Acevedo (25.74) Ilya Kharun (22.41) Rebecca Smith (24.61)                                         | 1:39.01 | Q    |
| 9   | 4    | 5      | Svezia                        | Hanna Rosvall (26.40) Klara Thormalm (29.40) Oskar Hoff (22.30) Isak Eliasson (21.16)                                        | 1:39.26 |      |
| 10  | 1    | 8      | Australia                     | Bradley Woodward (23.87) Grayson Bell (26.17) Alexandria Perkins (25.51) Meg Harris (23.86)                                  | 1:39.41 |      |
| 11  | 2    | 1      | Nuova Zelanda                 | Zac Dell (24.07) Josh Gilbert (26.11) Helena Gasson (25.39) Rebecca Moynihan (23.96)                                         | 1:39.53 | NR   |
| 12  | 2    | 5      | Austria                       | Caroline Pilhatsch (27.06) Bernhard Reitshammer (25.79) Simon Bucher (22.34) Lena Kreundl (24.52)                            | 1:39.71 | NR   |
| 13  | 3    | 2      | Bulgaria                      | Gabriela Georgieva (27.91) Tonislav Sabev (25.89) Josif Miladinov (23.07) Diana Petkova (24.50)                              | 1:41.37 |      |
| 14  | 2    | 3      | Hong Kong                     | Stephanie Au (27.49) Ng Yan Kin (27.92) Sze Hang Yu (25.93) Ian Ho (20.71)                                                   | 1:42.05 | NR   |
| 15  | 4    | 6      | Slovacchia                    | Tamara Potocká (27.77) Andrea Podmaníková (30.47) Ádám Halás (22.94) Matej Duša (21.05)                                      | 1:42.23 | NR   |
| 16  | 2    | 2      | Colombia                      | Santiago Corredor (24.77) Jorge Murillo (26.49) Sirena Rowe (26.16) Stefanía Gómez (25.04)                                   | 1:42.46 | NR   |
| 17  | 3    | 3      | Sudafrica                     | Milla Drakopoulos (28.04) Simon Haddon (27.69) Clayton Jimmie (23.05) Caitlin de Lange (24.29)                               | 1:43.07 |      |
| 18  | 1    | 6      | Taipei cinese                 | Chuang Mu-lun (24.57) Wu Chun-feng (26.80) Huang Mei-chien (26.21) Chen Szu-an (25.90)                                       | 1:43.48 |      |
| 19  | 4    | 3      | Turchia                       | Doruk Tekin (24.64) Emre Sakçı (25.71) Nida Eliz Üstündağ (27.34) Merve Tuncel (26.80)                                       | 1:44.49 |      |
| 20  | 3    | 6      | Rep. Dominicana               | Elizabeth Jiménez (28.77) Josué Domínguez (26.40) Lara Krystal (27.31) Denzel González (22.25)                               | 1:44.73 | NR   |
| 21  | 4    | 1      | Perù                          | Alexia Sotomayor (28.64) Javier Matta (26.58) Rafaela Fernandini (27.65) Joaquín Vargas (22.93)                              | 1:45.80 | NR   |
| 22  | 3    | 7      | Bahamas                       | Lamar Taylor (24.19) Victoria Russell (32.28) Luke Thompson (24.50) Rhaniska Gibbs (25.96)                                   | 1:46.93 |      |
| 23  | 3    | 8      | Samoa                         | Kokoro Frost (26.31) Brandon Schuster (27.77) Olivia Borg (27.06) Kaiya Brown (26.77)                                        | 1:47.91 |      |
| 24  | 2    | 6      | Mongolia                      | Enkh-Amgalangiin Ariuntamir (29.60) Myagmaryn Delgerkhüü (29.31) Batbayaryn Enkhtamir (25.42) Batbayaryn Enkhkhüslen (25.64) | 1:49.97 |      |
| 25  | 1    | 7      | Guatemala                     | Miguel Vásquez (25.18) Krista Jurado (34.25) Erick Gordillo (24.67) Lucero Mejía (26.11)                                     | 1:50.21 |      |
| 26  | 2    | 7      | Tanzania                      | Ria Save (32.74) Hilal Hilal (30.20) Collins Saliboko (25.05) Sophia Latiff (27.83)                                          | 1:55.82 |      |
| 27  | 2    | 8      | Isole Marianne Settentrionali | Isaiah Alexsenko (25.84) Jinnosuke Suzuki (31.63) Maria Batallones (31.64) Shoko Litulumar (29.82)                           | 1:58.93 |      |
| 28  | 1    | 5      | Papua Nuova Guinea            | Josh Tarere (29.64) Nathaniel Noka (31.70) Georgia-Leigh Vele (30.32) Jhnayali Tokome-Garap (29.19)                          | 2:00.85 |      |
| 29  | 1    | 3      | Micronesia                    | Tasi Limtiaco (27.01) Taeyanna Adams (37.68) Kestra Kihleng (31.60) Kyler Kihleng (26.46)                                    | 2:02.75 |      |
| 30  | 1    | 2      | Guam                          | Amaya Bollinger (36.58) Mia Lee (36.70) James Hendrix (26.18) Israel Poppe (23.50)                                           | 2:02.96 |      |
| 31  | 4    | 2      | Maldive                       | Aishath Sausan (33.74) Hamna Ahmed (38.12) Mohamed Shiham (27.95) Mubal Azzam Ibrahim (25.72)                                | 2:05.53 |      |
| -   | 1    | 4      | Filippine                     | Jerard Jacinto (24.26) Jonathan Cock Chloe Isleta Jasmine Alkhaldi                                                           | DSQ     |      |

### Finale[3]
| Pos | Corsia | Nazione       | Atleti                                                                                                | Tempo   | Note |
| --- | ------ | ------------- | --- | ------- | ---- |
|     | 4      | Stati Uniti   | Ryan Murphy (22.37) Nic Fink (24.96) Kate Douglass (24.09) Torri Huske (23.73)                        | 1:35.15 | WR   |
|     | 7      | Italia        | Lorenzo Mora (22.59) Nicolò Martinenghi (24.83) Silvia Di Pietro (24.52) Costanza Cocconcelli (24.07) | 1:36.01 | ER   |
|     | 8      | Canada        | Kylie Masse (25.71) Javier Acevedo (25.95) Ilya Kharun (22.12) Maggie Mac Neil (23.15)                | 1:36.93 | NR   |
| 4   | 3      | Gran Bretagna | Medi Harris (26.60) Adam Peaty (25.24) Ben Proud (21.93) Anna Hopkin (23.30)                          | 1:37.07 | NR   |
| 5   | 1      | Cina          | Wang Gukailai (23.74) Yan Zibei (25.41) Zhang Yufei (24.54) Wu Qingfeng (23.62)                       | 1:37.31 | AS   |
| 6   | 2      | Giappone      | Miki Takahashi (26.69) Masaki Niiyama (25.81) Ai Soma (24.80) Kosuke Matsui (21.08)                   | 1:38.38 |      |
| -   | 5      | Germania      | Ole Braunschweig (22.98) Anna Elendt (28.67) Marius Kusch Angelina Köhler                             | DSQ     |      |
| -   | 6      | Paesi Bassi   | Kira Toussaint (25.91) Caspar Corbeau (25.65) Maaike de Waard (24.50) Thom de Boer                    | DSQ     |      |